# Thomas Dausgaard
Thomas Dausgaard (født 4. juli 1963 i København) er en dansk dirigent.
Dausgaard er chefdirigent for BBC Scottish Symphony Orchestra, chefidirgent for det Svenske Kammerorkester, første gæstedirigent for Seattle Symphony, æresdirigent for Orchestra della Toscana og æresdirigent for DR SymfoniOrkestret, for hvem han var chefdirigent fra 2004 til 2011 som den første dansker nogensinde. Fra september 2019 tiltræder han som Music Director for Seattle Symphony Orchestra og bliver dermed den første danske dirigent til at lede et amerikansk symfoniorkester. 
Dausgaard bærer Ridderkorset og er valgt til Royal Academy of Music i Sverige.

## Gæstedirigent
Dausgaard optræder ofte med flere af verdens ledende orkestre: München Filharmonikerne, Leipzig Gewandhaus Orchestra, Staatskapelle Dresden, Bavarian Radio Symphony, Berlin Konzerthaus Orchestra, Vienna Symphony, Chamber Orchestra of Europe, Philharmonia Orchestra, London Symphony Orchestra, BBC Symphony og Orchestre Philharmonique de Radio France. Han begyndte sin nordamerikanske karriere som assistent for Seiji Ozawa og har siden dirigeret The Cleveland Orchestra, Boston Symphony, Los Angeles Philharmonic, Washington National Symphony Orchestra, Baltimore Symphony, Houston Symphony, Toronto Symphony og the Montreal Symphony. Han besøger Asien og Australien: New Japan Philharmonic, Hong Kong Philharmonic, og symfoniorkestrene i Sydney og Melbourne. Festivaloptrædener med BBC Proms, Salzburg Festspiele, Mostly Mozart og Tanglewood.

## Indspilninger
Dausgaard har dirigeret en række pladeindspilninger med forskellige orkestre.
- For Chandos og DaCapo har Dausgaard dirigeret flere indspilninger af Per Nørgård,[7][8] Johan Svendsen, Johan Peter Emilius Hartmann, Rued Langgaard, Dag Wirén, Franz Berwald, August Enna og Asger Hamerik.

Per Nørgårds komposition Terrains Vagues er dediceret til Dausgaard.
Indspilningen for Dacapo af Langgaards opera Antikrist blev belønnet med en International Internet Awards som årets DVD.
- Han har indspillet alle orkesterværker af Beethoven med Svenske Kammerorkester i en serie hos pladeselskabet SIMAX, der har vakt stor international anerkendelse,

- To CD'er for BIS med Schumann

Hans nyeste indspilning af Mahlers 10. Symfoni med Seattle Symphony Orchestra blev i september 2016 kåret til 'Recording of The Month' af det prestigefulde internationale musikmagasin, Gramophone.